# Fíjate Bien
"Fíjate Bien" (ang. Good Look) – debiutancka płyta kolumbijskiego muzyka Juanesa, wydana 17 października 2000 roku. Album wyprodukowany został przez Gustavo Santaolalla, który znany jest z tworzenia rockowych kompozycji. Kompozytorem utworów z albumu jest sam Juanes. Płyta zdobyła sześć Latin Grammy Awards w 2001 w kategorii Album Roku, Nagranie Roku, Piosenka Roku, Najlepszy teledysk (do piosenki tytułowej), Najlepszy Album Rockowy Wokalisty Solo i Najlepszy Nowy Artysta.
Album zdobył status platyny przyznanej mu przez RIAA w dniu 23 czerwca 2003 za sprzedaż 200.000 egzemplarzy.

## Utwory zawarte na płycie
1. "Ahí le Va" (There It Goes) - 3:06
2. "Para Ser Eterno" (To Be Eternal) - 5:04
3. "Volcán" (Volcano) - 3:33
4. "Podemos Hacernos Daño" (We Could Damage Each Other) - 3:45
5. "Destino" (Destiny) - 3:32
6. "Nada" (Nothing) - 3:53
7. "Fíjate Bien" (Focus) - 4:55
8. "Vulnerable" (Vulnerable) - 4:25
9. "Soñador" (Dreamer) - 3:25
10. "Ficción" (Fiction) - 4:14
11. "Para Que?" (What For?) - 3:35
12. "Me da Igual" (I Don't Mind) - 4:10

### Bonus
1. "De Madrugada" (In the Dawn) – 3:50
2. "Sin Rencores" (Without Resentment) – 3:03
3. "Solo" (Alone) – 4:56
4. "Raza" (Race) – 3:15
5. "La Decision" (The Decision) – 5:33
6. "La Tierra" (The Land) – 3:48

## Wykresy
| Notowania                       | Pozycja |
| ------------------------------- | ------- |
| U.S. Billboard Latin Pop Albums | 15      |
| U.S. Billboard Top Latin Albums | 36      |